# Sendo
Sendo [ˈsɛndəʊ] war ein britisches Telekommunikationsunternehmen, das 1998 in Birmingham gegründet wurde. Es hatte Vertretungen in vielen europäischen Staaten sowie Brasilien, Mexiko und Singapur.
Sendo konzentrierte sich besonders auf Mobiltelefone. Vor allem durch das Smartphone „Sendo X“ und dem vorangegangenen Rechtsstreit mit Microsoft bezüglich des „Z 100 Windows Smartphone“ wurde das Unternehmen bekannt. Das Mobiltelefon M550 wurde bei Aldi als „Tevion MD 7300“ verkauft.
Am 29. Juni 2005 wurde Gläubigerschutz beantragt. Gleichzeitig gab Motorola bekannt, mehr als 90 Patente und die gesamte 200-köpfige Entwicklungsmannschaft übernommen zu haben.